# یازتپه
یازتپه (یاس تپه)، روستایی است در بخش مرکزی شهرستان سرخس، استان خراسان رضوی.

## موقعیت
این روستا در ۱۴ کیلومتری شمال غرب شهر سرخس قرار دارد. ارتفاع آن از سطح دریا ۲۷۵ متر و آب و هوای آن معتدل و مایل به گرم و در تپه ماهورها واقع شده‌است.

## مردم‌شناسی
یازتپه از دو بخش مسکونی بلوچ‌نشین و سیستانی‌نشین تشکیل شده که بخش سیستانی
‌نشین آن، در اختیار طایفه «چــِشَک»ها
 و بخش دیگر در اختیار بلوچ‌هاست که از طایفه اسدخانی سینگک زایی, شهلی بر,گلبچه,نارویی,طایفه های بزرگ به نام‌ نورزایی,دهمرده,براهویی , و عیسی زهی هستند. سردار و اولین اسدخانی (اسدالله خان) نام داشته شخصی بلند اوازه که مدال شجاعت از محمد رضا شاه دریافت کرده، همچنین تعدای کمی نیز از اقوام کرد در این روستا زندگی می‌کنند(اکراد).
یازتپه از نظر تحول جمعیتی شبیه روستای کندکلی است. از سال ۱۳۳۵ تا ۱۳۴۵ این روستا خالی از سکنه بوده و مردم آن به کشاورزی و دامداری مشغول هستند.
بر اساس سرشماری سال ۱۳۸۵ جمعیت آن ۴۷۱ خانوار و ۲۱۸۹ نفر 
است.